# Sven-Olof Gunnarsson
Sven-Olof Gunnarsson (ur. 25 marca 1935 w Karlstadzie, zm. 12 listopada 2003) – szwedzki kierowca wyścigowy i motocyklowy.

## Kariera
W 1962 roku zadebiutował w motocyklowych mistrzostwach świata motocyklem Norton (kl. 500 cm³). W debiutanckim sezonie zajął drugie miejsce w Grand Prix Finlandii i został sklasyfikowany na dziesiątym miejscu w klasyfikacji 500 cm³. W 1963 roku był dwudziesty w klasyfikacji mistrzostw.
Po sezonie 1964 startował samochodami wyścigowymi i sportowymi. W roku 1965 wystartował Cooperem T59 w jednym wyścigu Wschodnioniemieckiej Formuły 3. W 1967 roku zajął McLarenem-Elvą Mark II drugie miejsce w wyścigu Västkustloppet, zaś rok później rywalizował Porsche 911, finiszując drugi w Anderstorp i zajmując trzecie miejsce w 6h Nürburgringu. W latach 1970–1971 skoncentrował się na wyścigach Formuły 3. W sezonie 1970 zajął trzecie miejsce w klasyfikacji Szwedzkiej oraz dziewiętnaste w Brytyjskiej Formule 3. Rok później był wicemistrzem Szwecji oraz jedenastym zawodnikiem mistrzostw Brazylii.
W 1972 roku wrócił do motocyklowych mistrzostw świata i zajął czternaste miejsce na koniec sezonu. W sezonie 1973 zajął 39. pozycję.